# Georg Heinrich Seiferheld
Georg Heinrich Seiferheld (* 12. September 1757  in Haberschlacht; † 20. Juli 1818 in Schwäbisch Hall) war ein deutscher Jurist, Naturwissenschaftler und Ratsherr.

## Leben
Geboren wurde Seiferheld als zweites Kind von drei Söhnen des Pfarrers Johann Carl Seiferheld und dessen Ehefrau Christiane Elisabeth Jacobine Mieg.
Seiferheld war ab 1790 Hessen-Darmstädtischer Hofrat und erbte 1791 das an der Kirchgasse 7 in Schwäbisch Hall gelegene väterliche Haus.
Er stand seit Anfang der 1780er Jahre in engem Briefkontakt mit Gottlieb Christoph Bohnenberger, der auch das Synonym Gottlieb Christian Bohnenberger nutzte.

## Erfindungen und Publikationen zur Waffentechnik
Als Sachbuchautor beschrieb er 1787 seine elektrische Flinte als Erfindung. Durch den Konstruktionsbestandteil einer Leidener Flasche, die durch ihre Entladung Geschosse zum Abschuss brachte, entwickelte er Matthias Wißhofers Waffe weiter. In mindestens einer seiner Veröffentlichungen ist eine elektrische Pistole erwähnt, die auch als elektrische Knallluftpistole in der Literatur bekannt wurde, und zwar spätestens 1778 in der von Jacob Christian Schäffer beschriebenen Form.

## Veröffentlichungen
- 1787: Entwurf einer elektrischen Flinte. Hochfürstliche Waisenbuchhandlung, Salzburg 1787, 40 S.
- 1787: Sammlung Electrischer Spielwerke für junge Electriker. Erste Lieferung. Georg Peter Monath, Nürnberg und Altdorf 1787 (Digitalisat)
- 1787: Beschreibung einer sehr würksamen Electrisir-Maschine als eine Anwendung des Weberischen Luft-Electrophors auf Electrisir-Maschinen. Ernst Christoph Grattenauer, Nürnberg 1787, 29 S. und eine Abbildung (Digitalisat)
- 1790: Electrischer Versuch wodurch Wassertropfen in Hagelkörner verändert werden.*
- 1793: Electrische Zauber-Versuche: den Freunden der Electricität. 78 S.[9]